# Караванное (Астраханская область)
Караванное — село в Лиманском районе Астраханской области России, административный центр Караванненского сельсовета.
Основано в 1850 году
Население — 1773 (2010)

## История
Основано на Линейном тракте как станица Караванная (Манхадыковская) в 1850 году в рамках государственной политики по заселению проходивших через Калмыцкую степь трактов в урочище «Зимнее кочевье трех калмыцких улусов». Первые поселенцы прибыли из Воронежской губернии. В 1859 году в станице имелось 24 двора, проживало 124 души мужского и 125 женского пола.
В 1887 году в селе проживало 352 человек мужского и 360 женского пола, всего 712 душ. Занимались рыболовством, чумачеством, работая на рыбных промыслах, скотоводством. В 1894 году всем селом была построена деревянная церковь с колокольней во имя Рождества Пресвятой Богородицы. В 1896 году была открыта церковно-приходская школа.
В 1919 году был образован Караванненский сельсовет. В июле 1925 года Караванненский сельский совет был включен в состав Бирючекосинского района Астраханского уезда Астраханской губернии. В мае 1927 года в целях устранения чересполосицы Каравенненский сельсовет передан в состав Приморского улуса Калмыцкой автономной области. В 1928 году в Караванном создается артель «Красный трактор», в 1930 году — колхозное товарищество «Воля». С 1935 года колхоз им. Яковлева. С 1938 года колхоз "20 лет Октября".  В 1935 года село включается в состав Долбанского улуса Калмыцкой АССР.
В 1944 году в связи с ликвидацией Калмыцкой АССР село Караванное вошло в состав Лиманского района Астраханской области.
В августе 1950 года в результате слияния колхозов «20 лет Октября» села Караванное и «Заря труда» села Басы был образован один колхоз имени В. И. Ленина с центральной усадьбой в селе Караванное.

## Общая физико-географическая характеристика
Село расположено на северо-западе Лиманского района, в пределах Западной ильменно-бугровой равнины, являющейся частью Прикаспийской низменности, между двумя ильменями: Передний и Задний Хатын, на высоте 27 метров ниже уровня моря. Особенностью местности является распространение вытянутых в субширотном направлении так называемых бэровских бугров. Почвы бурые солонцеватые и солончаковые. Почвообразующие породы — пески.
По автомобильной дороге расстояние до областного центра города Астрахани составляет 120 км, до районного центра посёлка городского типа Лиман — 33 км.
Климат
Климат резко-континентальный, крайне засушливый (согласно классификации климатов Кёппена-Гейгера — Bsk). Среднегодовая температура воздуха положительная и составляет + 10,2 °C, средняя температура самого холодного месяца января — 4,9 °C, самого жаркого месяца июля + 25,1 °C. Расчётная многолетняя норма осадков — 231 мм. Наименьшее количество осадков выпадает в феврале (12 мм), наибольшее в июне (27 мм)
Часовой пояс
Караванное, как и вся Астраханская область, находится в часовой зоне МСК+1. Смещение применяемого времени относительно UTC составляет +4:00.

## Население
Динамика численности населения
| 1859 | 1887 | 1897 | 1900 | 1904 | 1914 | 1936 |
| ---- | ---- | ---- | ---- | ---- | ---- | ---- |
| 249  | 652  | 665  | 712  | 712  | 1068 | 1431 |

| 2002 | 2010  |
| ---- | ----- |
| 2201 | ↘1773 |

По состоянию на 01.01.2012 года численность населения села Караванное составила 1961 человек. Село многонациональное: помимо русских, составляющих свыше 80 % населения, также проживают калмыки, даргинцы, чеченцы, казахи, корейцы и др.
Согласно результатам переписи 2002 года большинство населения посёлка составляли русские (74 %)